# 雷伊 (阿拉巴馬州)
雷伊（英語：Ray）是一個位於美國阿拉巴馬州庫薩縣的非建制地區和人口普查指定地區。根據2010年美國人口普查，該地人口為409人。

## 地理
雷伊的座標為32°53′14″N 86°02′16″W / 32.88722°N 86.03777°W，而該地最高點為海拔高度223米（即732英尺）。